# 耶穌教堂 (哥本哈根)

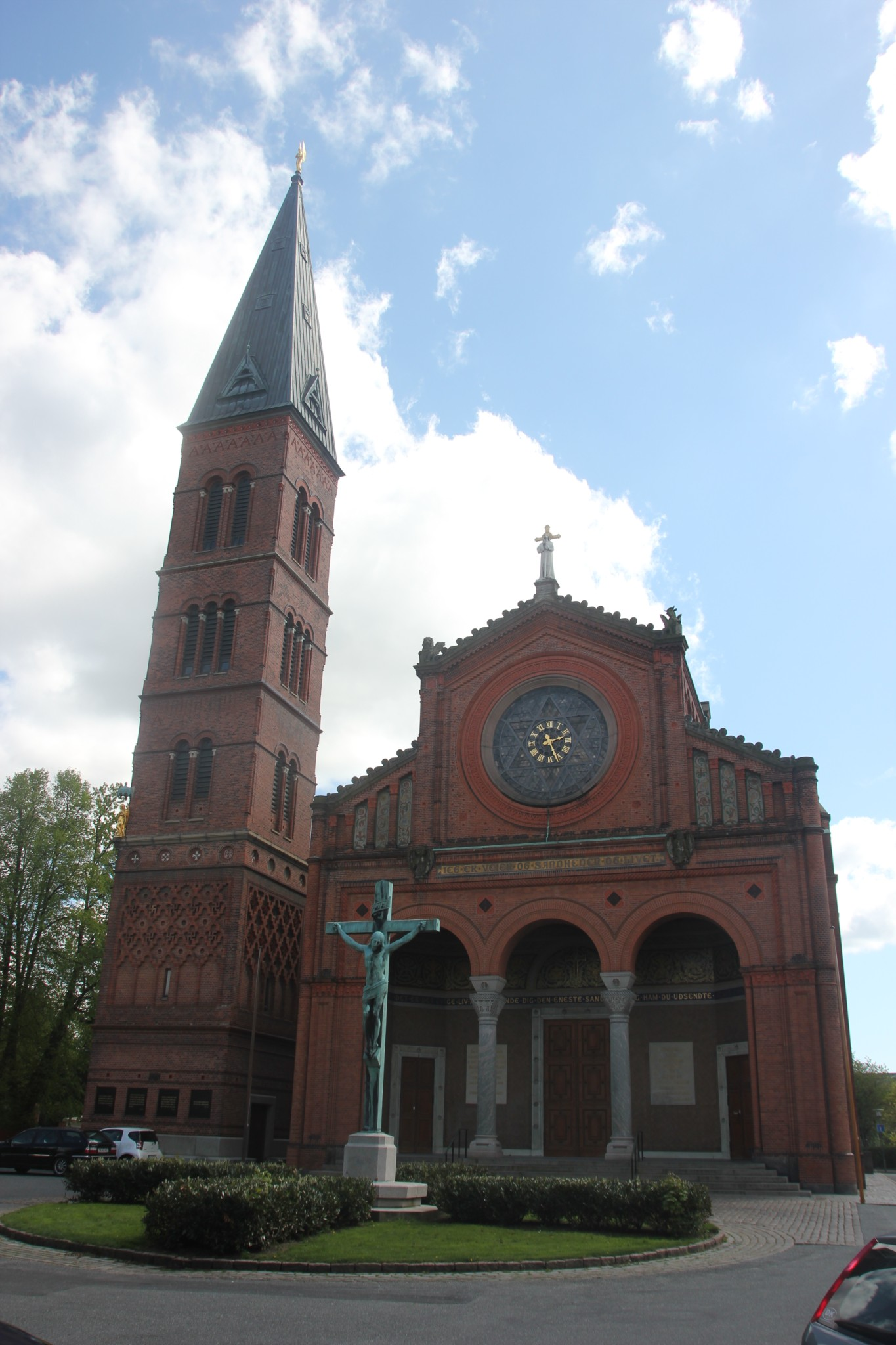

耶穌教堂 （丹麥語：Jesuskirken）是丹麥首都哥本哈根的一座教堂。該教堂位於瓦爾比地區。耶穌教堂由Vilhelm Dahlerup設計，是丹麥最具特色和非傳統的建築之一。教堂於1884年開始興建，在1891年才竣工。